# Lupo solitario (film)
Lupo solitario (The Indian Runner) è un film del 1991 diretto da Sean Penn, al suo debutto nella regia.
Il film è caratterizzato dal fatto che la trama è completamente ispirata da una sola canzone di Bruce Springsteen, Highway Patrolman, dell'album Nebraska del 1982. I personaggi, le ambientazioni e lo stile narrativo sono una trasposizione fedele della canzone, di cui il film diventa omaggio ed estensione. Il produttore esecutivo fu Steve Bannon.

## Trama
Il film è basato sul rapporto e il conflitto di due fratelli, Joe e Frank Roberts.
Joe è lo sceriffo di una piccola cittadina agricola del Nebraska, Plattsmouth, Frank è un soldato dell'esercito degli Stati Uniti. Lo sceriffo Joe Roberts conduce una vita tranquilla ed è sposato con Maria, una giovane donna messicana per cui ha dovuto lottare con i pregiudizi razzisti del padre.
La vita dei due fratelli separati è scossa dalla morte della madre prima e poi dal suicidio del padre. Frank incontra il fratello dopo essere tornato dalla guerra in Vietnam. È diventato un uomo scontroso e cupo, incapace di starsene fuori dai guai. Joe, paziente ed amorevole nei confronti del fratello ritrovato, cerca di ricostruire una vita per lui e per suo fratello, ricordando la loro infanzia trascorsa insieme. Frank ha una relazione con una ragazza del posto, Dorothy, che darà alla luce suo figlio, dandogli una parvenza di speranza e apparente felicità nella nuova comunità in cui vive.
L'indole e la solitudine di Frank Roberts non riesce comunque a cambiare: uccide Caesar, il gestore dell'unico bar del paese. Il fratello sceriffo è quindi messo in conflitto tra l'amore che prova verso il fratello e la sua integrità di poliziotto: lo insegue fino al confine e decide di accostare lasciando il fratello libero di scappare.
Il film si chiude con una citazione di Tagore:
(Tagore)

## Distribuzione
Pur avendo ingaggiato attori di prim'ordine e utilizzando una sceneggiatura particolare, la pellicola per gli argomenti trattati è stata distribuita prevalentemente nel circuito dei film indipendenti e non è mai diventata un successo commerciale su larga scala. Infatti utilizza scene di forte impatto, registicamente ineccepibili ma che possono disturbare qualche spettatore, fra cui nudi maschili ed un parto ripreso con molti dettagli.
Dedicato alla memoria di Hal Ashby, Frank Bianco e John Cassavetes, il film è stato presentato nella Quinzaine des Réalisateurs al 44º Festival di Cannes.